# Sciophila fractinervis
Sciophila fractinervis är en tvåvingeart som beskrevs av Edwards 1940. Sciophila fractinervis ingår i släktet Sciophila och familjen svampmyggor. Inga underarter finns listade i Catalogue of Life.